# Du rire aux larmes (film)
Pour l'album, voir Du rire aux larmes.
Pour plus de détails, voir Fiche technique et Distribution.
Du rire aux larmes (Only When I Laugh) est un film américain réalisé par Glenn Jordan, sorti en 1981.

## Synopsis
Une comédienne de théâtre alcoolique fraichement sortie d'une longue cure de désintoxication essaie de vivre une vie normale aux côtés de ses meilleurs amis excentriques, de sa fille qui souhaite renouer des liens avec elle et de son ancien amant qui veut lui offrir le rôle principal de sa nouvelle pièce, inspirée de leur relation passée...

## Fiche technique
- Titre : Du rire aux larmes
- Titre original : Only When I Laugh
- Réalisation : Glenn Jordan
- Scénario : Neil Simon d'après sa pièce The Gingerbread Lady
- Production : Roger M. Rothstein et Neil Simon
- Société de production : Columbia Pictures
- Musique : David Shire
- Photographie : David M. Walsh
- Montage : John Wright
- Pays d'origine : États-Unis
- Format : Couleurs - Stéréo
- Genre : Comédie dramatique
- Durée : 120 minutes
- Date de sortie : 1981

## Distribution
- Marsha Mason : Georgia
- Kristy McNichol : Polly
- James Coco : Jimmy
- Joan Hackett : Toby
- David Dukes : David
- John Bennett Perry : Lou, un acteur
- Dan Monahan : Jason
- Kevin Bacon : Don